# Henri Tudor

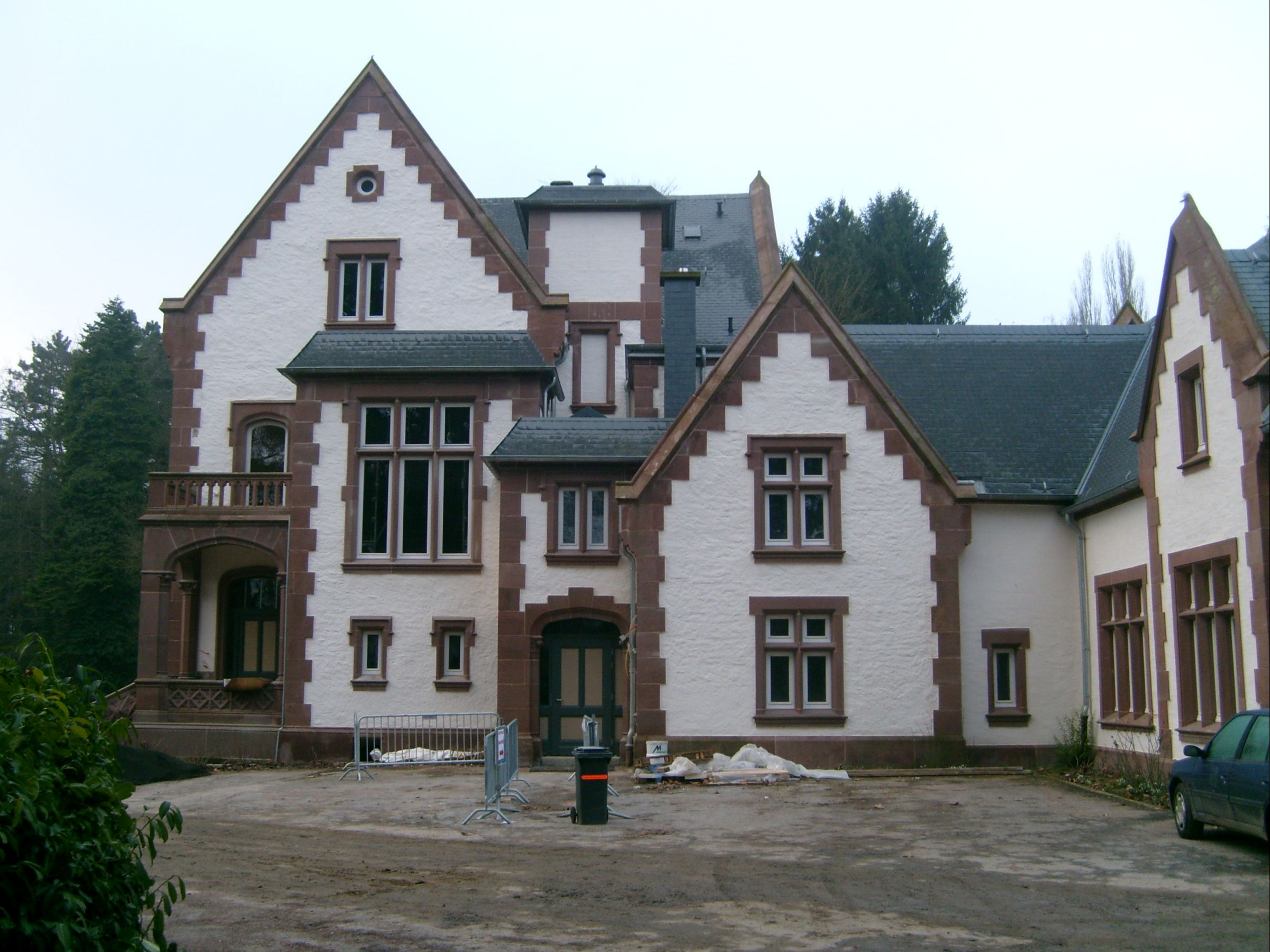
Dom Henriego Tudora, obecnie muzeum i ratusz miasta Rosport

Henri Owen Tudor (ur. 30 września 1859 w Ferschweiler, zm. 31 maja 1928 w Rosport) – luksemburski wynalazca, inżynier i przedsiębiorca. Opracował pierwszy praktyczny akumulator kwasowo-ołowiowy w 1886 (francuski fizyk Gaston Planté wynalazł go w 1859).

## Fabryka akumulatorów
Tudor założył fabrykę akumulatorów w Rosport, jednakże koszty ich wytwarzania w Luksemburgu, w którym nie istniał przemysł ołowiu, zmusiły wynalazcę do rozszerzenia produkcji za granicą, zwłaszcza w Belgii, Francji, Niemczech i Wielkiej Brytanii. Tudor zmarł w 1928 w wieku 68 lat z powodu zatrucia ołowiem. W chwili jego śmierci ok. 25 000 osób pracowało przy produkcji akumulatorów w jego fabryce.

## Instytut badawczy
W 1987 założony został Instytut Badawczy im. Henriego Tudora w Luksemburgu, nazwany tak na cześć wynalazcy i jego oddania badaniom i innowacjom. W maju 2009 otwarte zostało Muzeum Tudora w zamku w Rosport (miejsce zamieszkania wynalazcy), w którym wystawiono eksponaty związane z rozwojem akumulatora kwasowo-ołowiowego.